# Jim Clayburgh
Pour les articles homonymes, voir Clayburgh.
Jim Clayburgh est membre fondateur du Wooster Group dont il est le scénographe attitré.
Il vit aujourd'hui à Bruxelles où il a fondé Joji inc. avec la chorégraphe Johanne Saunier.